# Stapleton International Airport

i7
i11
i13

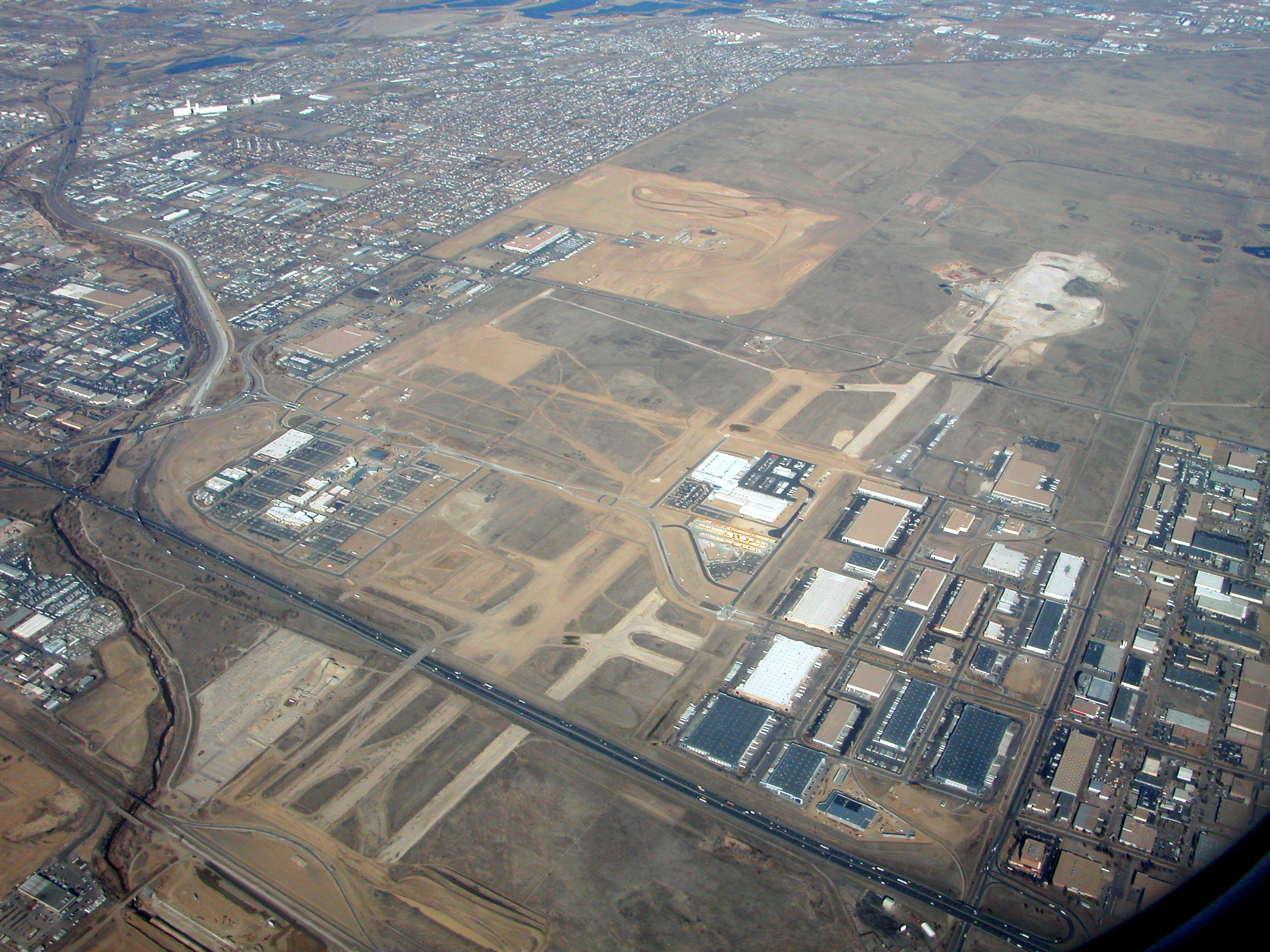
Fläche des ehemaligen Stapleton Airport (2006)

Der Stapleton International Airport war von 1929 bis 1995 der Hauptflughafen von Denver, Colorado. Er fungierte als Drehkreuz für Continental Airlines und United Airlines. Im Jahr 1995 wurde Stapleton durch den neu gebauten Denver International Airport außerhalb der Stadt ersetzt.

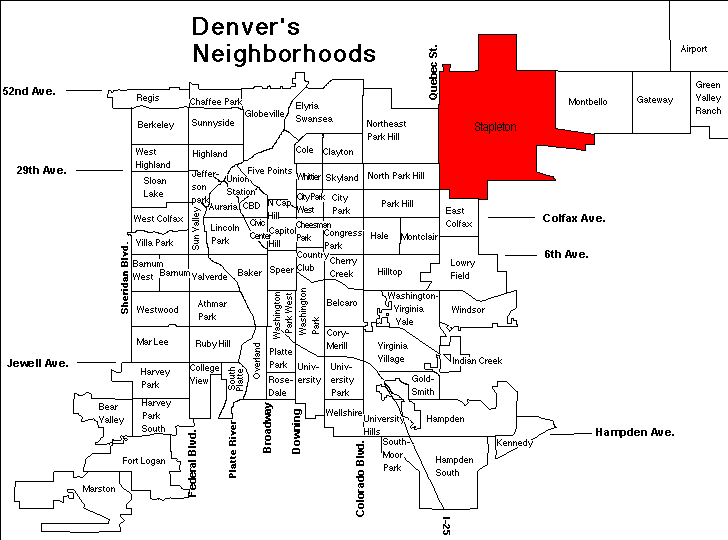
Stapleton markiert auf einer Umgebungskarte von Denver

## Geschichte
Stapleton wurde am 17. Oktober 1929 als Denver Municipal Airport eröffnet und am 25. August 1944 in Stapleton Airfield umbenannt. Die Namensänderung geschah zu Ehren Benjamin Stapleton, dem in der Zeit von 1923 bis 1947 langjährigen Bürgermeister von Denver.
Dieser hatte 1928 die Planung des Flughafens maßgeblich mit beeinflusst.
Der ursprüngliche Flughafen wurde ursprünglich 1919 von Ira Boyd Humphreys errichtet.
Für den April des Jahres 1957 verzeichnete das offizielle Flugregister am Flughafen 38 Abflüge für United, 12 Continental, 7 Braniff, 7 Frontier, 7 Western, 5 TWA und 1 Central.
Der erste Jet-Flug von Denver startete am 6. Mai 1959 – eine Continental Airlines Boeing 707. Der Jet war absichtlich mit nur 93 Passagieren unterbesetzt, da die Start- und Landebahnen von Stapleton keine Flugzeuge mit Düsentriebwerk aufnehmen konnten. Ende 1962 schloss der Flughafen den Bau einer neuen Start- und Landebahn für Strahltriebwerke ab.
Im Jahr 1967 wurde der Stapleton Airfield in Stapleton International Airport umbenannt. Der Flughafen erhielt im selben Jahr eine neue Startbahn für Düsenflugzeuge sowie ein neues Abfertigungsterminal. Nach der Deregulierung des Luftverkehrs betrieben drei große Airlines einen Hub in Stapleton (Frontier Airlines, Continental Airlines sowie United Airlines), was zu Verkehrsstaus führte. Um dem entgegenzuwirken, wurde in den 1980er Jahren die Startbahn (18/36) gebaut sowie das Terminal erneut vergrößert. Zum Zeitpunkt der Schließung hatte Stapleton sechs Start/Landebahnen und fünf Terminals.

## Anlagen

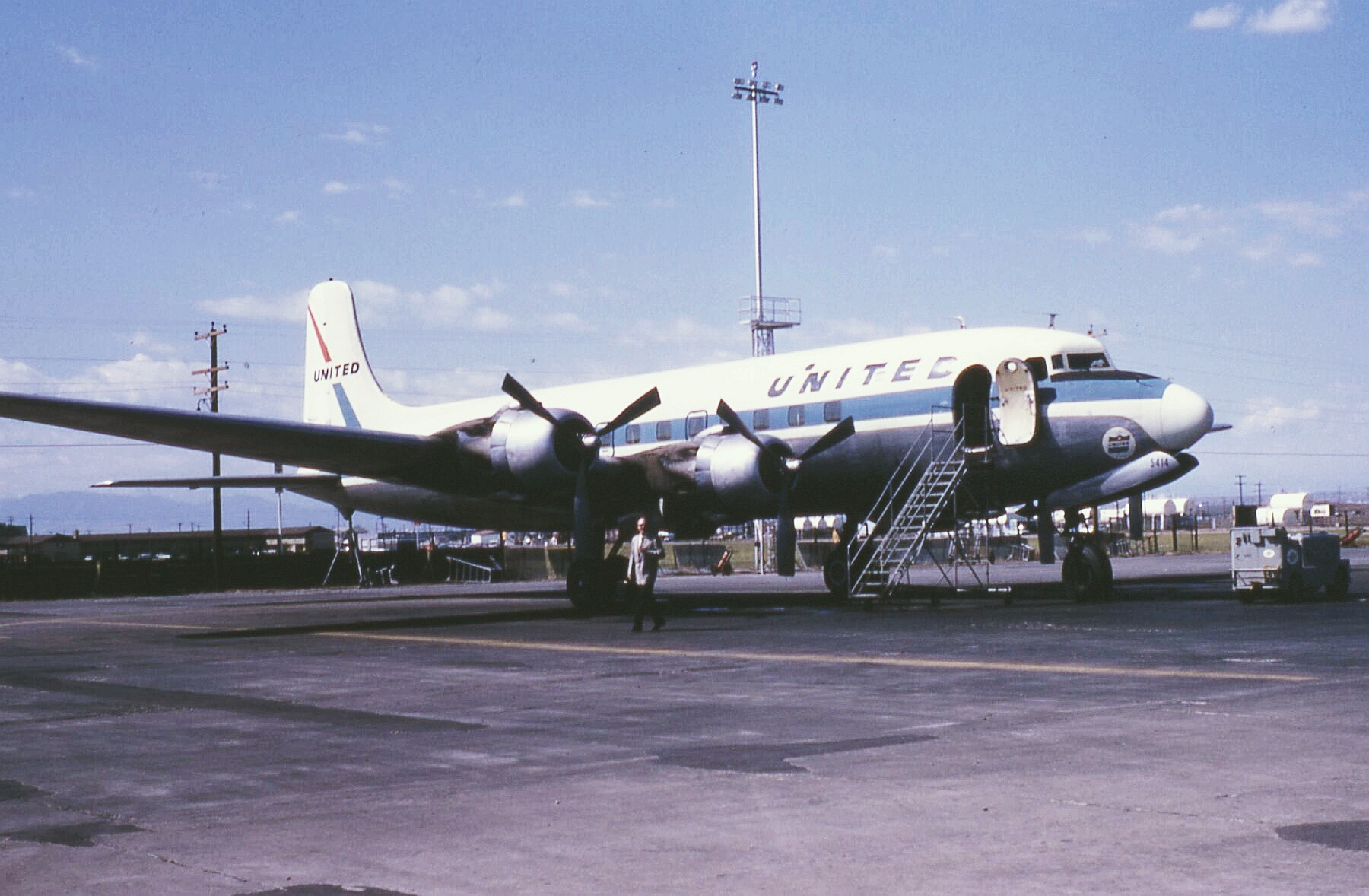
UAL Douglas DC-6, N37514, code 5414, parked on the northwest maintenance ramp of Stapleton Airport, in September 1966.

Zur Zeit der Außerbetriebnahme verfügt der Flughafen über die folgenden Start-/Landebahnen:
- 17R/35L (11.500 ft – 3.505 m)
- 17L/35R (12.000 ft – 3.657 m)
- 8L/26R (8.599 ft – 2.620 m)
- 8R/26L (10.004 ft – 3.049 m)
- 7/25 (5.000 ft – 1.524 m)
- 18/36 (6.500 ft – 1.981 m)

Der Terminal bestand aus fünf Abteilungen:
- Concourse A –  Zubringerflüge, Mesa Air Group, UA
- Concourse B –  UA
- Concourse C –  Continental Airlines, Frontier, Mexicana
- Concourse D –  Continental Express, Delta, MarkAir, Pan Am, Trans World Airlines
- Concourse E –  America West Airlines, American, NWA, Sun Country Airlines, USAir

## Zwischenfälle
Von 1951 bis zur Schließung im Februar 1995 kam es zu 9 Totalverlusten von Flugzeugen am Stapleton International Airport und in seiner Umgebung. Bei 5 davon wurden 89 Menschen getötet. Auszüge:
- Am 14. Februar 1947 wurde eine Curtiss C-46E-1-CS Commando der US-amerikanischen Slick Airways (Luftfahrzeugkennzeichen NC59486) bei einem von ihr gewünschten Übungsanflug mit dem Instrumentenlandesystem auf den Flughafen Denver-Stapleton 3232 Fuß (985 Meter) vor der Landebahn in den Boden geflogen. Bei diesem CFIT (Controlled flight into terrain) wurden beide Besatzungsmitglieder getötet, die einzigen Insassen auf dem Frachtflug.[11]

- Am 30. Juli 1950 benötigte eine Curtiss C-46F-1-CU Commando der US-amerikanischen Flying Tiger Line (N67960), gemietet von der United States Air Force (USAF), beim Start vom Denver-Stapleton Airfield bei gutem Wetter trotz normaler Triebwerksleistung eine ganz ungewöhnlich lange Beschleunigungsstrecke bis zum Abheben. Erst kurz vor dem Ende der 2130 Meter langen Startbahn konnte der Kapitän die Maschine abheben. Während des Steigflugs schüttelte das Flugzeug auf 30 Meter Höhe stark. Knapp 600 Meter hinter dem Startbahnende kollidierte die Maschine mit dem ersten von insgesamt vier jeweils 12 Meter hohen Lichtmasten, schlug dann auf dem Boden auf und rutschte noch rund 100 Meter weiter. Das Flugzeug wurde dabei irreparabel beschädigt. Die Gründe für das schlechte Flugverhalten der Maschine konnten nicht ermittelt werden. Alle vier Insassen, je zwei Besatzungsmitglieder und Passagiere, überlebten den Unfall.[12]

- Am 1. November 1955 explodierte eine Douglas DC-6B der United Air Lines (N37559) bei Longmont (Colorado) in 3300 Meter Höhe 56 Kilometer nördlich des Startflughafens Denver-Stapleton, nachdem im Gepäckraum eine Bombe detoniert war. Alle 44 Menschen an Bord fanden den Tod. Die Bombe war vom Sohn einer Passagierin deponiert worden, der vorher eine Lebensversicherung auf seine Mutter abgeschlossen hatte (siehe auch United-Air-Lines-Flug 629).[13][14]

- Am 11. Juli 1961 hatte eine Douglas DC-8-12 der United Air Lines (N8040U) mit 129 Menschen an Bord ein hydraulisches Problem während des Fluges. Während der Notlandung auf dem Flughafen Stapleton platzten zwei Reifen. Das Flugzeug drehte sich und fing Feuer. Die Brandbekämpfung und Rettung der Personen wurde von einer unterbesetzten und schlecht ausgestatteten Abteilung des Flughafens begonnen. Auf die Hinzuziehung der Städtischen Feuerwehr oder auf ein Hilfeersuchen an die sich in der Nähe befindliche Basis der US Air Force wurde verzichtet. Sieben Monate vor der Katastrophe hatte ein Inspektor festgestellt, dass die Flughafenfeuerwehr und die Notfallausrüstung ungenügend war. Insbesondere bemängelte er die unzureichende Wasserkapazität und die fehlende Schaumlöschanlage. Die städtischen Beamten von Denver lobten trotzdem die Erfolge und Anstrengungen der Flughafenfeuerwehr. Bei dem Unfall starben 17 Personen (eine davon vom Bodenpersonal), 84 Menschen kamen mit Verletzungen davon (siehe auch United-Air-Lines-Flug 859).[15]

- Am 18. Mai 1966 löste sich an einer Douglas DC-7 der US-amerikanischen United Airlines (N6339C) bei einem Trainingsflug auf dem Flughafen Denver-Stapleton die Kappe eines Bugrads, traf die Bolzen der Drehmomentverbindung des Bugrads und trennte sie ab. Daraufhin brach das Bugfahrwerk zusammen. Das Flugzeug wurde irreparabel beschädigt. Alle vier Besatzungsmitglieder überlebten den Unfall.[16]

- Am 7. August 1975 stürzte eine Boeing 727-200 der Continental Airlines (N8877) kurz nach dem Start wegen Scherwinden aus ca. 30 Meter Höhe ab. Alle 131 Insassen überlebten, allerdings wurden 15 schwer verletzt.[17]

- Am 15. November 1987 stürzte eine Douglas DC-9-14 der Continental Airlines (N626TX) kurz nach dem Start ab. Es kam zu 28 Todesopfern, 54 Insassen überlebten. Als Absturzursache wurden die nicht vorgenommene zweite Enteisung nach einer Verzögerung des Abfluges sowie die fehlende Erfahrung beider Piloten festgestellt (siehe auch Continental-Airlines-Flug 1713).[18]

## Außerbetriebnahme
Am 27. Februar 1995 wurde der letzte kommerzielle Flug ab Stapleton abgefertigt. Am Abend wurde der Flughafen endgültig geschlossen und der neue Denver International Airport übernahm die offiziellen IATA- und ICAO-Codes DEN und KDEN von Stapleton.

## Umwandlung
Das ehemalige Flughafengelände gehörte zu den größten städtischen Entwicklungsprojekten der USA. Der erste Spatenstich für die Erschließung des etwa 1.900 Hektar großen Gelände erfolgte im Jahr 2001. Der neue Stadtteil ist heute über eine Bahnstation (Central Park Station) an der Bahnlinie A an den Schienenpersonennahverkehr angeschlossen.
In Teilen der alten Gebäude betreibt United Airlines ein Pilotenausbildungszentrum. Im Juni 2015 gab United bekannt, das parallel betriebene Trainingszentrum am Flughafen Houston Intercontinental zu schließen und in Denver entsprechend auszubauen. Denver Stapleton wird damit das einzige Pilotentrainingszentrum von United Airlines.